# 도쿄코야초공원

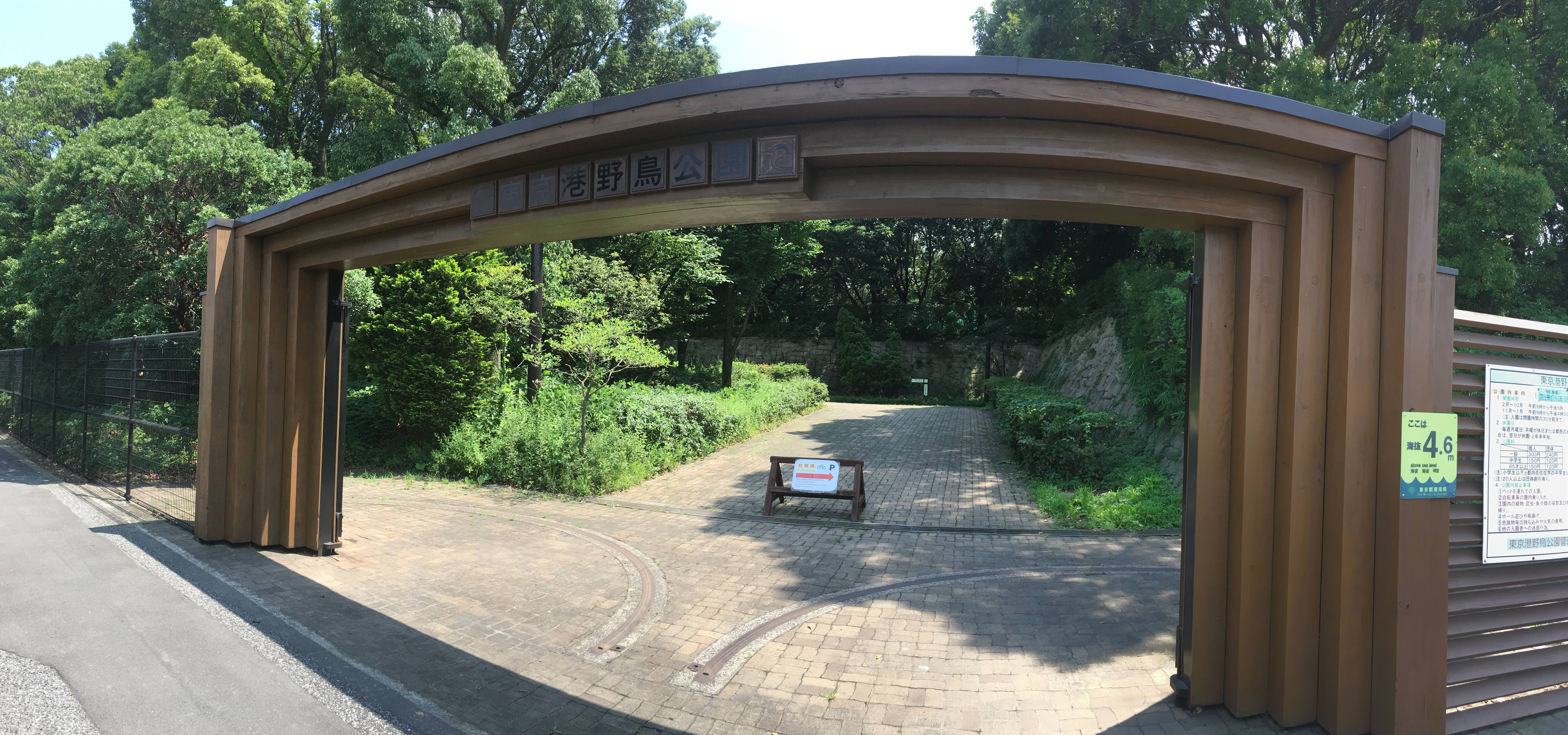

도쿄코야초공원(Tokyo Port Wild Bird Park, 東京港野鳥公園, 동경항야조공원)은 도쿄도 오타구에 위치한 공원이다.